# Elva (entreprise)
Cet article concerne le constructeur automobile français fondé en 1907. Pour le constructeur automobile britannique fondé en 1955, voir Elva (automobile).
Elva était un fabricant français d'automobiles. La production a commencé en 1907 à Paris et a cessé la même année.
Les voiturettes proposées étaient un modèle de 6/8 ch à deux cylindres pour deux personnes et un modèle 12/14 ch à quatre cylindres pour quatre personnes.